# Хаджі Лойо

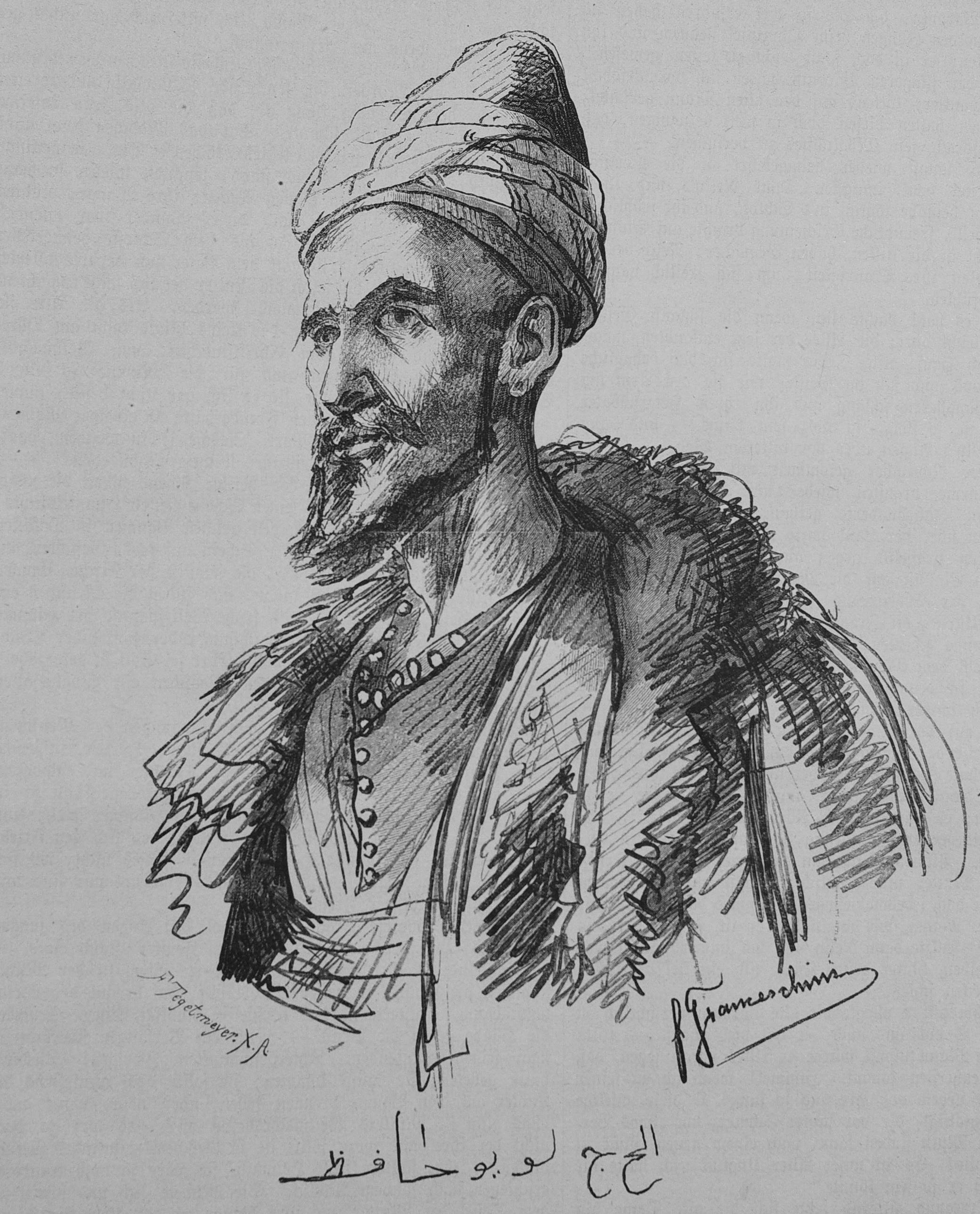
Хаджі Лойо, ілюстрував Ф. Франческині (1878).

Саліх Вілаєтович, відомий як Хаджі Лойо (нім. Hadschi Lojo; 1834—1887) — боснійський лідер у Сараєво у 1870-х роках.

## Біографія
Лойо — працівник кар'єру, вчитель початкової медресе та башибузук, став відомим у місті після того, як приєднався до опору османським реформам, і особливо, коли в 1872 р. очолив опозицію до будівництва нової православної церкви. У наступні роки він відступив від османського уряду і здійснив різні жорстокі пограбування. Це призвело до того, що османська влада переслідувала його та його групу.
Незадовго до окупації Боснії і Герцеговини Австро-Угорщиною Лойо зібрав на боротьбу мусульманських, православних, єврейських та деяких католицьких громадян. Лойо був одним з головних лідерів мусульманського опору окупації в місті в 1878 р. разом із такими людьми, як Мехмед Шемсікадич, Хафіз Каукчія та Хаджі Ямакович. 28 липня вороги окупації організували в місті уряд і постановили мобілізувати всіх мусульман та інших громадян, здатних до військової служби. Незважаючи на те, що він не брав активної участі у повстанні, австро-угорський уряд вважав його головним організатором. Інші лідери повстанців вважали, що він мало допомагав і намагались убити його 14 серпня 1879 року. У ніч з 16 на 17 серпня, поранений, він покинув Сараєво та сховався поблизу Рогатиці та Горажде, де був затриманий 2 вересня.
Спочатку його засудили до смертної кари, а потім покарання було зменшене до п'яти років ув'язнення. Він відбував його у Терезіні в Богемії. Лойо не дозволили повернутися до Боснії, тому після відбуття покарання він поїхав до Туреччини.
Хаджі Лойо помер у Мецці у 1887 році.

## Пам'ять
- У 1908 році Браніслав Нушич написав про Лойо роман[1].
- Решад Кадич написав про життя Хаджі Лойо роман у 1982 р.[2]